# Władysław Chądzyński
Władysław Chądzyński (ur. ok. 1836, zm. na pocz. lutego 1916 w Nadwórnej) – c. k. radca namiestnictwa, starosta.
Uczestniczył w powstaniu styczniowym. Następnie pracował w administracji c. k. Namiestnictwa austro-węgierskiego. Pod koniec lat 70. był komisarzem starostwa c. k. powiatu bialskiego. W 1881 jako komisarz powiatowy był przydzielony do c. k. Namiestnictwa we Lwowie. W 1895 był starostą c. k. powiatu stanisławowskiego z tytułem i charakterem radcy namiestnictwa, jednocześnie był przewodniczącym rady szkolnej okręgowej. Od 1895 do 1901 zasiadał w gremium c. k. Namiestnictwa. W 1901 przeszedł na emeryturę.
Zamieszkiwał w Nadwórnej. Zmarł na początku lutego 1916 w Nadwórnej w wieku 80 lat.

## Odznaczenia
- Order Korony Żelaznej
- Medal Jubileuszowy Pamiątkowy dla Cywilnych Funkcjonariuszów Państwowych